# 神谷知弥
神谷 知弥（かみや ともや、1930年（昭和5年）- ）は、日本の医学者。専門は生化学。奈良県立医科大学名誉教授。医学博士。神谷知彌とも表記される。瑞宝中綬章受章。

## 人物・経歴
旧制静岡県立静岡中学校、旧制静岡高等学校を経て、1954年（昭和29年）、東京大学医学部医学科卒業。1959年（昭和34年）、同大学院（生化学）修了、医学博士（課程博士）。1986年（昭和61年）、奈良県立医科大学教授（生化学）。奈良県立医科大学名誉教授。奈良文化女子短期大学名誉教授。2010年（平成22年）春、瑞宝中綬章受章。